# Eustala decemtuberculata
Eustala decemtuberculata là một loài nhện trong họ Araneidae.
Loài này thuộc chi Eustala. Eustala decemtuberculata được Lodovico di Caporiacco miêu tả năm 1955.